# Deutsche Meisterschaft im Feldhockey 1940 (Herren)
In der Saison 1939/40 wurde zum vierten Mal eine Deutsche Meisterschaft im Feldhockey der Herren ausgetragen. Ausrichter war der Nationalsozialistische Reichsbund für Leibesübungen, nachdem der Deutsche Hockey-Bund am 22. Oktober 1933 aufgelöst worden war. Deutscher Feldhockey-Meister wurde der Berliner SV 1892 durch einen Sieg im Endspiel in Berlin gegen den Titelverteidiger TV Sachsenhausen 1857.

## Modus
Elf Mannschaften hatten sich über die regionalen Meisterschaften für die Endrunde qualifiziert. Daher wurden drei Vorrundenspiele nötig. Die übrigen fünf Mannschaften waren für das Viertelfinale gesetzt. Die Spiele fanden – wenn nicht anders angegeben – jeweils auf der Anlage des erstgenannten Vereins statt.

## Vorrunde
TV Sachsenhausen 1857 – TSG 78 Heidelberg 3:0

Nürnberger HTC – 1. SSV Ulm 1928 2:0

Leipziger SC – TV Wenigenjena 0:0 nach Verlängerung / Losentscheid für Jena

## Viertelfinale
Uhlenhorster HC – DHC Hannover 2:0

Rot-Weiß Köln – DS Düsseldorf 3:1

Leipziger SC – Berliner SV 1892 0:1

TV Sachsenhausen 1857 – Nürnberger HTC 2:0

## Halbfinale
Berliner SV 1892 – Uhlenhorster HC 7:2

TV Sachsenhausen 1857 – Rot-Weiß Köln kampflos für Sachsenhausen / Köln verzichtete

## Finale
Berliner SV 1892 – TV Sachsenhausen 1857 5:0